# 魏甘茨海恩
魏甘茨海恩是德国莱茵兰-普法尔茨州的一个市镇。总面积4.04平方公里，总人口189人，其中男性95人，女性94人（2011年12月31日），人口密度47人/平方公里。